# Прапор Журавок
Прапор Журавок — офіційний символ села Журавки (Феодосійського району АРК), затверджений рішенням № 686 Журавської сільської ради від 21 грудня 2008 року.

## Опис прапора
Прямокутне полотнище зі співвідношенням ширини до довжини 2:3, що складається з трьох горизонтальних смуг — синьої, жовтої та зеленої; у верхньому синьому полі два білі журавлі з піднятими крилами стоять повернуті до себе, над ними вгорі — жовте сонце.